# کوونیک
شهر کوونیک (به رومانیایی: Cavnic) در شهرستان مرموره در کشور رومانی واقع شده‌است. جمعیت این شهر ۵٬۴۹۴ نفر است.